# Meigenia grandigena
Meigenia grandigena là một loài ruồi trong họ Tachinidae.